# Coeliccia kazukoae
Coeliccia kazukoae är en trollsländeart som beskrevs av Syoziro Asahina 1984. Coeliccia kazukoae ingår i släktet Coeliccia och familjen flodflicksländor. IUCN kategoriserar arten globalt som livskraftig. Inga underarter finns listade i Catalogue of Life.